# Faliro Coastal Zone Olympic Sports Complex
Der Olympia-Komplex Faliro bzw. Faliro Coastal Zone Olympic Complex (FCO), Πλατεία Νερού - Ολυμπιακός Πόλος Φαλήρου ist ein Sportzentrum, das zusammen mit einem Yachthafen und einer Meerespromenade für die Olympischen Spiele 2004 in Athen umgestaltet wurde. Es liegt an der Küste 10 km westlich des Stadtzentrums, im Vorort Paleo Faliro. Die Entfernung zum olympischen Dorf beträgt 25 km. Das Zentrum besteht aus drei verschiedenen Wettkampfstätten.
Der Küstenbereich bis zur Mündung des Kifisos soll nach Plänen des italienischen Architekten Renzo Piano saniert und in einen großen Park umgestaltet werden. Das Projekt wird von der Stavros Niarchos Foundation getragen und umfasst auch den Neubau von Nationalbibliothek und Oper an dieser Stelle.

## Sports Pavilion
Im Sports Pavilion fanden die Taekwondo-Wettkämpfe und Handball-Vorrundenspiele statt. Die Bauarbeiten an der während der Olympischen Spiele 8.536 Zuschauer fassenden Sporthalle wurden im Juni 2002 begonnen. Nach knapp zwei Jahren Bauzeit und Baukosten in Höhe von ca. 38 Millionen Euro konnte der Neubau im März 2004 übergeben werden.
Nach den Olympischen Spielen wurden die lediglich für die Wettkämpfe errichteten Oberränge wieder entfernt und seitdem fasst der Sports Pavilion 3.836 Zuschauer. Durch die Möglichkeit, Teile des Unterranges einzufahren, kann eine bis 3.700 m² große Innenfläche freigegeben werden, welche die Halle vor allem in ihrer Nutzung nach den Olympischen Spielen für Messen und Ausstellungen interessant erscheinen lässt.

## Stadion des Friedens und der Freundschaft

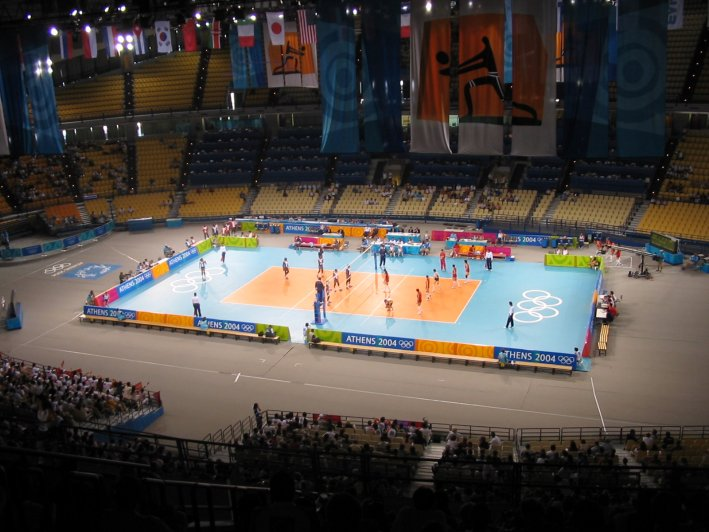
Innenansicht des SEF

Im Stadio Irinis ke Filias (griechisch Στάδιο Ειρήνης και Φιλίας, S.E.F. (Σ.Ε.Φ.)) wurden während der Olympischen Spiele die Wettbewerbe im Volleyball ausgetragen.

### Geschichte
Das Gebäude wurde 1985 durch das Büro Thymio Papayannis Associates entworfen und umgesetzt. 1991 bekam das S.E.F. die goldene Auszeichnung der IAKS (International Working Group for the Construction of Sports and Leisure Facilities). Die Multifunktionshalle, die unter anderem auch für Leichtathletikwettbewerbe genutzt werden kann, wurde 1995 für die damalige Gesamtsumme von 8 Milliarden Drachmen umgebaut.
Von April 2002 bis Februar 2004 wurden am Stadion Modernisierungsarbeiten in Höhe von 7,3 Millionen Euro vorgenommen. Die Arena wurde zum einen für die vornehmliche Nutzung als Basketballarena umgebaut. Außerdem wurde auf Empfehlung von Experten die Statik verbessert, da das Gebäude auf gewonnenem Neuland steht und größere Anforderungen an die Erdbebensicherheit gelten.
Seitdem fasst das SEF je nach Nutzung zwischen 11.750 (bei Leichtathletikwettbewerben) und 14.095 (bei Basketballspielen) Zuschauer. Das in öffentlicher Hand befindliche Stadion war neben den Olympischen Spielen auch Schauplatz vieler anderer bedeutender internationaler Ereignisse.
Zurzeit wird das SEF von der Basketballabteilung des Vereins Olympiakos Piräus genutzt.

## Olympic Beach Volleyball Centre

Olympic Beach Volleyball Centre

Während der Olympischen Spiele fasste das offene Beachvolleyball-Stadion 9.600 Zuschauer. Nach den Wettbewerben wurde die temporäre Gegentribüne des 10,8 Mio. Euro teuren Neubaus wieder entfernt, so dass das heutige Bild des Stadions einem modernen Amphitheater gleicht.

## Erschließung
Der Küstenstreifen ist sowohl mit der Metro Athen als auch mit der Straßenbahn Athen zu erreichen. Letztere hat entlang dessen mehrere Haltestellen.